# مرتضی‌قلی‌کندی
مرتضی‌قلی‌کندی یکی از روستاهای استان آذربایجان شرقی است که در دهستان چاراویماق جنوب شرقی بخش شادیان شهرستان چاراویماق واقع شده‌است.

## مردم بومی
در این روستا تمامی کسانی که زندگی میکنند گوران هستند ، یا همان علی اللهی